# 谷山料金所
谷山料金所（たにやまほんせんりょうきんじょ）は、鹿児島県鹿児島市上福元町にある指宿スカイラインの本線料金所である。

## 路線
- 指宿スカイライン

## 料金所
ブース数：3

### 鹿児島方面
- ブース数：2
  - 一般：2

### 指宿方面
- ブース数：1
  - 一般：1

指宿方面では通行券を発行し、鹿児島方面ではここまでの料金精算を行う。なお、ETCは利用できない。

## 隣
指宿スカイライン
谷山IC - 谷山料金所 - 錫山IC